# Llista de filòsofs del cristianisme
Aquesta llista de filòsofs del cristianisme enumera diversos pensadors (filòsofs, teòlegs, artistes) que han desenvolupat, mitjançant la raó, idees i conceptes per tal d'explicar el valor del cristianisme en el món.

## Origen
Saül de Tars (l'apòstol Pau), erudit jueu amb ciutadania romana convertit al cristianisme, va escriure un gran nombre d'epístoles o cartes dirigides a les primeres comunitats de cristians on ensenyava doctrina i teologia. Un gran nombre dels seus discursos i debats amb els filòsofs grecs estan recollits a l'Evangeli (Llibre dels Fets), i les seves epístoles han esdevingut una font significativa per als filòsofs cristians posteriors.

## Primera filosofia cristiana
- Climent I (segle i)
- Cerintos (segle i): gnosticisme
- Marció (c.85-c.160): marcionisme
- Valentí Gnòstic (segle II): gnosticisme
- Basilides d'Alexandria (segle II): gnosticisme
- Carpócrates (segle II): gnosticisme
- Màrtir Justí (c.100-c.165): el seu treball es va centrar en la doctrina del Logos
- Tertul·lià (c.150-c.230): filòsof abans de convertir-se al cristianisme. Va ser el primer a usar el terme Trinitas. Considerava que la filosofia grega era incompatible amb el cristianisme.
- Ireneu de Lió (c.130-200): va combatre el gnosticisme.
- Clement d'Alexandria (c.150-c.216): teòleg i apologeta
- Orígenes (186-c.254): va influir integrant elements del platonisme dins el cristianisme. Va incorporar l'idealisme platònic dins la seva concepció del Logos. Més tard va ser declarat heretge pel fet de subscriure la doctrina platònica de la preexistència de l'ànima.
- Mani (215-276) fundador del maniqueisme
- Pau de Samòsata (segle iv): nega la divinitat de Jesucrist
- Arri (256-336): fundador de l'arrianisme.
- Atanasi d'Alexandria (293-313): pare de l'ortodòxia trinitària implicada en el Credo de Nicea; es va oposar a Arri, bisbe d'Alexandria.
- Els 'Pares de Capadòcia': Gregori Nissè, Gregori de Nazianz i Basili de Cesarea
- Gai Mari Victorí (segle iv): hauria influenciat Sant Agustí
- Joan Crisòstom (347–407): Pare de l'Església.
- Nemesi d'Emesa (c.350-c.420): estudia la natura de l'ànima
- Pelagi (segle v): pelagianisme
- Agustí d'Hipona (354-430): va desenvolupar la filosofia cristiana clàssica basant-se especialment en Plató, el neoplatonisme de Plotí i l'estoïcisme.
- Pseudo-Dionís l'Areopagita (vers l'any 500): místic
- Boeci (c.470/475-525): problema dels universals
- Joan Filopò (c.490-c.568): teòric del monofisisme
- Isidor de Sevilla (c.560-636): clergue erudit
- Beda (c.673–735): monjo erudit

## Període medieval
- Alcuí de York (730-804): conseller de Carlemany, escola palatina
- Joan Escot Eriúgena (815-877): pelagianista, neoplatònic, panteisme
- Gaunili de Marmoutiers (c.994–c.1083): contesta l'argument ontològic d'Anselm de Canterbury
- Manegold de Lautenbah (c.1030-1103): polèmica de les investidures
- Anselm de Canterbury (1033 o 1034-1109): argument ontològic per demostrar l'existència de Déu
- Roscelin de Compiègne (c.1050-c.1122): nominalisme
- Pere Abelard (1079-1142): Abelard és conegut per la seva associació amb el conceptualisme i la seva aportació a teoria de la moral.
- Adelard de Bath (c.1080-1152): divulgació científica
- Guillem de Conches (1090–c.1154): la natura actua sola en tant que instrument de l'acció divina
- Pere Llombard (vers 1100–1160): autor de la influent obra teològica Quatre llibres de sentències
- Alà de Lilla (1128-1202): monjo poeta; misticisme en reacció a l'escolàstica
- Robert Grosseteste (1175 - 1253): seguidor d'Agustí, introductor del pensament científic en la religió
- Francesc d'Assís (c. 1182-1226): ascetisme
- Alexandre de Hales (1183-1245): franciscà
- Albert Magne (c. 1193-1280): escolàstic, empirisme primerenc
- Enric de Gant (1217-1293): platonisme
- Roger Bacon (c.1220-1292): gran promotor del materialisme
- Bonaventura de Bagnoregio (1221-1274): franciscà, un dels pilars de la teologia cristiana
- Tomàs d'Aquino (1225-1274): va sintetitzar la filosofia d'Aristòtil amb el cristianisme. La seva filosofia és el fonament del tomisme
- Ramon Llull (c.1233-c.1316): lul·lisme (Ars magna)
- Siger de Brabant (c.1240-c.1284): intenta reconciliar aristotelisme i cristianisme
- Gil de Roma (1243–1316): teologia i filosofia política
- Ricard de Mediavilla (c. 1249–1308): escolàstic
- Godefroid de Fontaines (1250-1306): filosofia moral i metafísica
- Joan de París (1255-1306): contesta la teoria de la transsubstanciació
- Boeci de Dàcia (mort el 1284): averroisme
- Mestre Eckhart (c.1260-1328): humanisme cristià, mística
- Hervé Nédellec (1260-1323) aferrissat defensor del tomisme
- Joan Duns Escot (1265-1308):franciscà i escolàstic
- Marsili de Pàdua (c. 1270-1342): averroisme de Pàdua, separació dels poders civil i religiós
- Pere Auriol (c.1280–1322): precursor del conceptualisme d'Occam
- Guillem d'Occam (1290-1347): filòsof i teòleg que va desenvolupar la Navalla d'Ockham
- Thomas Bradwardine (c.1290-1349): creu en la predestinació i combat el pelagianisme. Difusor del mètode científic
- Francis de Marchia (c.1290-c.1344): teòleg franciscà
- Jean Buridan (c. 1300-1358): nominalisme, divulgador científic, redescobreix la teoria de l'ímpetu
- Gregori de Rímini (1300–1358): seguidor d'Occam; influeix sobre diversos pensadors escolàstics
- Nicolau Oresme (1323-1382): nominalisme, divulgador científic
- Albert de Saxònia (1320–1390): filosofia natural
- Francesc Eiximenis (1330-1409): humanisme cristià
- Marsili d'Inghen (c.1340–1396): lògica, nominalisme i empirisme
- Caterina de Siena (1347–1380): misticisme
- Vicent Ferrer (1350-1419): predicador, influència política

## Renaixement i Reforma
- Ramon Sibiuda (1385-1436): humanisme primerenc
- Nicolau de Cusa (c. 1401-1464): un dels pares de la filosofia moderna
- Lorenzo Valla (c. 1406-1457): humanista, critica la lògica escolàstica
- Gabriel Biel (1425-1495): nominalisme, economia
- Marsilio Ficino (1433–1499): humanista
- Giovanni Pico della Mirandola (1463–1494): humanista
- Erasme de Rotterdam (1466–1536): humanisme
- John Mair (1469-1550):humanista
- Nicolau Copèrnic (c. 1473-1543): heliocentrisme
- Thomas More (c. 1478-1535):
- Martí Luter (1483–1546):
- Huldrych Zwingli (1484–1531):
- Francisco de Vitoria (c.1485-1546): contribucions a l'economia moral i al dret internacional
- Joan Salaia (1490—1558): nominalista
- Joan Lluís Vives i March (c.1493-1540): humanista valencià
- Joan Calví (1509–1564):
- Petrus Ramus (c. 1515-1572): humanista, calvinista, contesta l'aristotelisme escolàstic
- Teresa d'Àvila (c. 1515-1582): mística
- Jean Bodin (1530–1596):
- Giordano Bruno (c. 1548-1600): defensa l'heliocentrisme
- Francisco Suárez (1548-1617):
- Jacobus Arminius (1560–1609):
- Galileo Galilei (1564-1682):
- Hugo Grotius (1583–1645): dret internacional

## Època moderna

### Seglexvii
- Thomas Browne (1605–1682):
- Blaise Pascal (1623–1662):
- John Locke (1632–1704):
- Joseph Glanvill (1636–1680):
- Nicolas Malebranche (1638–1715):
- Isaac Newton (1642–1727):

### Seglexviii
- George Berkeley (1685-1753): immaterialisme
- Emanuel Swedenborg (1688-1772)
- Joseph Butler (1692–1752):
- Francis Hutcheson (1694-1746): sentit moral
- Thomas Reid (1710-1796):
- Joseph Priestley (1732–1804): la ciència com a camí de l'evolució cristiana de la humanitat
- Johann Gottfried Herder (1744-1803): critica el pensament de la il·lustració
- William Paley (1743–1805): utilitarisme
- Karl Leonhard Reinhold (1758-1823): idealisme
- Georg Wilhelm Friedrich Hegel (1770-1831)
- Friedrich Schelling (1775-1854)

### Seglexixi principis del XX
- John Henry Newman (1801-1890)
- Søren Kierkegaard (1813-1855)
- Fiódor Dostoievski (1821-1881)
- Lev Tolstoi (1828-1910)
- Nikolai Fiódorov (1829-1903)
- Jacint Verdaguer (1845–1902)
- Vladímir Soloviov (1853-1900)
- Rudolf Steiner (1861–1925): antroposofia, cristologia esotèrica
- Max Scheler (1874-1928)
- Nikolai Berdiàiev (1874-1948)
- G. K. Chesterton (1874–1936)
- Pierre Teilhard de Chardin (1881-1955)
- Pàvel Florenski (1882–1937)
- Rudolf Bultmann (1884-1976)
- Manuel García Morente (1886–1942): tomista
- Karl Barth (1886–1968)
- Gabriel Marcel (1889-1973): existencialisme cristià
- Edith Stein (1891-1942)
- Reinhold Niebuhr (1892-1971)
- Herman Dooyeweerd (1894–1977)[1][2]
- Owen Barfield (1898–1997): antroposofia
- C. S. Lewis (1898–1963)
- Simone Weil (1909–1943)
- José Luis López-Aranguren Jiménez (1909-1996): ètica